# 帕羅爾霍山
13°10′31″S 72°3′10″W / 13.17528°S 72.05278°W
帕羅爾霍山（Parorjo），是秘魯的山峰，位於該國南部庫斯科大區的卡爾卡省，處於奇孔山和西里瓦尼山以北、普卡奧爾霍山以西，屬於安第斯山脈中烏魯潘帕山脈的一部分，海拔高度4,891米。